# Вулиця Колодійська
Вулиця Колодійська — вулиця у Шевченківському районі міста Львів, місцевість Замарстинів. Пролягає від вулиці Крутої углиб забудови, завершується глухим кутом.

## Історія та забудова
Вулиця виникла у складі села Замарстинів на початку XX століття, не пізніше 1928 року отримала назву вулиця Івашкевича, на честь Ярослава Івашкевича, польського поета, прозаїка та перекладача. У 1933 році вулиця отримала сучасну назву.
Забудована одноповерховими конструктивістськими будинками 1930-х років та приватними садибами.